# London Grammar
London Grammar – brytyjski zespół muzyczny grający synth pop i rock, założony w 2009.

## Historia
Hannah Reid i Dan Rothman spotkali się na uniwersytecie w Nottingham. W 2009 założyli zespół muzyczny, do którego później dołączył Dominic Major. Ich muzyka nie zdobywała początkowo dużej popularności, zazwyczaj grali dla niewielkiej publiczności. Stali się bardziej rozpoznawalni po umieszczeniu w Internecie utworu Hey Now. W lutym 2013 wydali swój pierwszy minialbum Metal and Dust, a we wrześniu 2013 na rynku ukazała się ich pierwsza płyta If you wait. Kolejną wydali cztery lata później, poprzedziły ją, wypuszczony w styczniu 2017 r. singiel Rooting for You oraz w lutym Big Picture. Drugi album studyjny zespołu Truth Is a Beautiful Thing został wydany w czerwcu 2017 roku, osiągając pierwsze miejsce na brytyjskiej liście albumów. 

## Skład
- Hannah Reid
- Dan Rothman
- Dominic Major

## Dyskografia

### Albumy studyjne
| Tytuł                      | Informacje                                                                                           | Najwyższe pozycje na listach | Najwyższe pozycje na listach | Najwyższe pozycje na listach | Najwyższe pozycje na listach | Najwyższe pozycje na listach | Najwyższe pozycje na listach | Najwyższe pozycje na listach | Najwyższe pozycje na listach | Najwyższe pozycje na listach | Najwyższe pozycje na listach | Najwyższe pozycje na listach | Najwyższe pozycje na listach |
| Tytuł                      | Informacje                                                                                           | UK                           | AUS                          | SUI                          | GER                          | AUT                          | FRA                          | NLD                          | BEL-W                        | BEL-F                        | NOR                          | NZL                          | US                           |
| -------------------------- | --- | ---------------------------- | ---------------------------- | ---------------------------- | ---------------------------- | ---------------------------- | ---------------------------- | ---------------------------- | ---------------------------- | ---------------------------- | ---------------------------- | ---------------------------- | ---------------------------- |
| If You Wait                | Wydany: 9 września 2013 Wytwórnia: Metal&Dust, Warner/Chappell, Ministry of Sound Format: CD, DD, LP | 2                            | 2                            | 8                            | 34                           | 73                           | 6                            | 11                           | 3                            | 9                            | 29                           | 13                           | 91                           |
| Truth Is a Beautiful Thing | Wydany: 9 czerwca 2017 Wytwórnia: Metal&Dust, Warner/Chappell, Ministry of Sound Format: CD, DD, LP  | 1                            | 3                            | 4                            | 9                            | 15                           | 2                            | 9                            | 1                            | 2                            | 33                           | 10                           | 129                          |
| Californian Soil           | Wydany: 16 kwietnia 2021 Wytwórnia: Metal & Dust, Ministry of Sound                                  |                              |                              |                              |                              |                              |                              |                              |                              |                              |                              |                              |                              |
| The Greatest Love          | Wydany: 2024 Wytwórnia: Ministry of Sound                                                            |                              |                              |                              |                              |                              |                              |                              |                              |                              |                              |                              |                              |